# ألبرت دبليو. هال
ألبرت دبليو. هال (بالإنجليزية: Albert Hull)‏ هو مخترع وفيزيائي أمريكي، ولد في 19 أبريل 1880 في Southington, Connecticut ‏ في الولايات المتحدة، وتوفي في 22 يناير 1966 في سكنيكتادي في الولايات المتحدة.